# Pterygoplichthys joselimaianus
Pterygoplichthys joselimaianus är en fiskart som först beskrevs av Weber, 1991.  Pterygoplichthys joselimaianus ingår i släktet Pterygoplichthys och familjen Loricariidae. Inga underarter finns listade i Catalogue of Life.